# 梅城石塔

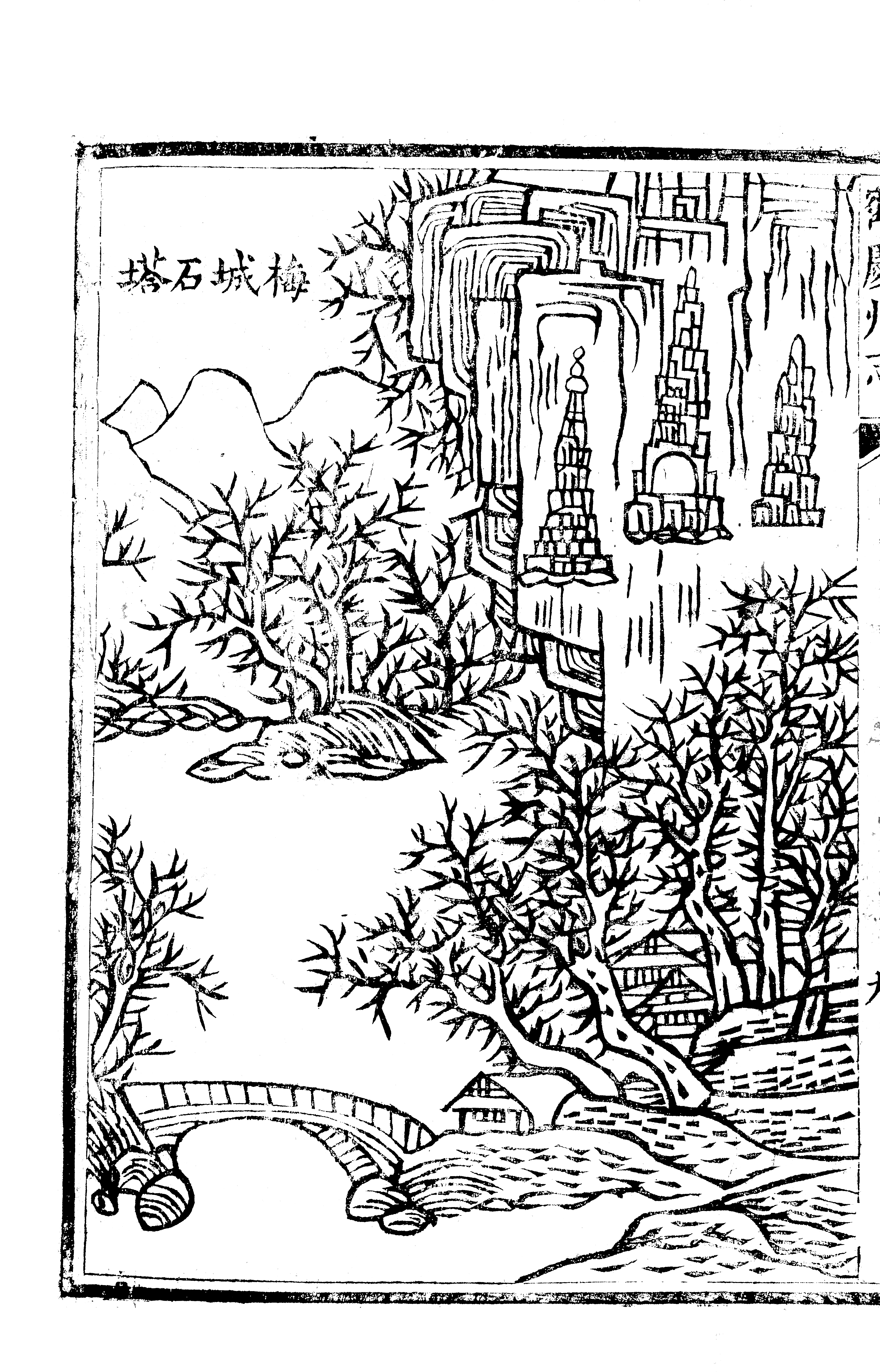
光緒《鶴慶州志》中的梅城石塔

梅城石塔位于云南省大理州洱源县三营镇梅城村金鳌山，是在天然石灰岩山体上雕凿而成的浮雕式石塔群，石塔共三座，坐西朝东，其中主塔（中塔）保存最为完整，高约130米（另说76米），底宽约25米，呈六级阶梯状逐层收窄，下部与山体相连，上部与崖壁分离约5米，塔身青褐色，与周围土红色崖石形成对比。南北两座副塔风化严重，仅余三级残迹。梅城石塔的建造年代无确切记载，据推断可能开凿于南诏、大理国时期，原为巨大石灰岩山体，经风雨侵蚀，逐渐形成笋状石核，后在佛教盛行的年代被顺势雕凿成塔形。梅城石塔在清代被列为“鹤阳八景”之一，浪穹县土典史王芝成有詩曰：“巨斧何年闢五丁，鑿開奇翠一峰橫。青芙倒映明河影，鐵繡寒分綠野晴。梅甸星霜争共老，石鐘風雨託孤鳴。漫言荒僻難知己，明月清風無限情。”翰林院修撰杨慎亦曾到访。1980年公布为第一批洱源县文物保护单位。